# Faut pas rater ça !
Faut pas rater ça ! (nom complet : #Faut pas rater ça !) était une émission diffusée à partir du 5 novembre 2012 sur France 4. Elle était animée par Florian Gazan qui est accompagné de quelques chroniqueurs appelés la "bande passante".

## Identité visuelle (logo)

Logo de l'émission lors de la saison 1 (novembre à décembre 2012).
Logo de l'émission depuis la saison 1 (de janvier 2013 au 29 mars 2013).

## Chroniqueurs
- Grégory Vacher
- Élodie Gossuin
- Joseph Macé-Scaron
- Thomas Joubert
- Bruno Roger-Petit
- Isabelle Morini-Bosc
- Antoine Daniel
- Éric Dussart
- Willy Rovelli

## Diffusion
L'émission est diffusée du lundi au vendredi à partir de 18 h 35. Depuis le 7 janvier 2013, l'émission est déplacée à 19 heures 45 en raison du Rallye Dakar 2013 (diffusé sur France 4 à 18 h 40).

## Audiences
L'émission réalise d'assez faibles audiences, dont la moyenne tourne autour des 60 000 téléspectateurs pour environ 0,3 % de PDA, alors que la moyenne de la chaîne tourne autour de 2 %. 
Pour son retour en janvier 2013, l'émission est décalée à 19 h 45 et dans une nouvelle formule. Avec ceci la chaîne espère pouvoir faire décoller l'audience. Bien qu'il s'agisse d'un record pour l'émission, les audiences sont toujours faibles, puisque le premier numéro réunira 112 000 téléspectateurs et 0,4 % de PDA. Le deuxième numéro, ne profitant plus de la curiosité des téléspectateurs pour la nouvelle formule, réunit seulement 74 000 personnes pour 0,3 % de PDA.
À la suite de ces mauvaises audiences, France 4 a annoncé, le 20 février 2013 en fin de soirée, que l'émission s'arrêtera le [9 mars. Selon Thierry Moreau, membre de l'équipe de Touche pas à mon poste !, Florian Gazan l'a appris sur Twitter. Cyril Hanouna a ensuite déclaré qu'il serait très heureux de le voir réintégrer l'équipe sur D8.